# 僕らはいきものだから
「僕らはいきものだから」（ぼくらはいきものだから）は、日本のポップ・ロック・バンドである緑黄色社会の楽曲。2024年9月20日にSony Music Labelsの社内レーベルEpic Records Japanより配信限定シングルとして発売された。作詞作曲は長屋晴子が手がけ、編曲はLASTorderと緑黄色社会の共作。楽曲は、『第91回NHK全国学校音楽コンクール』中学校の部の課題曲として書き下ろされた。

## 制作背景
2023年10月9日、『第91回NHK全国学校音楽コンクール』中学校の部の課題曲の制作を担当することを発表。この発表に際し、メンバーは今回、Nコン2024課題曲の制作を担当することが決まり、心が躍るような気持ちで、とても光栄です。自分たちが中学生のときに歌った合唱曲はいまも心に残っています。中学生のころのことを思い出しながら、みなさんの青春の1ページを飾ることができるような曲を製作したいと思っています。どんな課題曲が誕生するのか、楽しみに待っていてくださいとコメントした。2024年3月8日、制作した課題曲のタイトルが「僕らはいきものだから」であることを発表。
『ROCKIN'ON JAPAN』の取材で、長屋は本作と「恥ずかしいか青春は」が少し似ていると思ったとし、対象として届けたい相手が明確にいたっていうところもあって、より強く見えてるし、これまでの曲と違うなって感じましたと語っている。また、インタビュアーの古河晋から「ポップスにめちゃくちゃ向き合った曲」にもなっている感じがする一方で、そこに「メッセージがたくさん詰まっているところ」に新しさを感じたと言われ、長屋はそうですね。こういうバラード調のメッセージソングって、あるようで意外となかったような気がしていて。その中でちゃんと伝えたいメッセージを、いいタイミングで残せてよかったなと思っていますと答えている。歌詞について長屋は中学生って結構多感な時期で、いろんな変化が起きるじゃないですか。気持ちもそうだし、体も変わってくるし。わたしも性格上、大人になってからも新しいこと始めるのがすごく苦手だったんですよ。今も苦手な部分もあるんですけど。だからこその、このメッセージというか。変わっていくことを美しいものだと感じられるようになったからこそ書けたのかなと語っている。

## リリースおよび演奏披露
「僕らはいきものだから」は、2024年9月20日に配信限定シングルとして発売され、シングル発売と同日に新保拓人が監督を務めたミュージック・ビデオが公開された。ミュージック・ビデオを制作したP.I.C.S.は、極端なクローズアップカットの連続で構成されたMVは、人の”いきもの”としてのリアリティを奇跡を感じさせる映像に仕上げましたと説明している。
発売前の4月6日にNHK Eテレで放送された『発表！Nコン2024課題曲』に緑黄色社会が出演し、本作の合唱版が初披露されたほか本作に込められた思いが紹介された。
7月1日、2024年8月・9月度放送のNHK総合『みんなのうた』の新曲の1つに本作が選出された。同番組において緑黄色社会の楽曲が採用されるのは本作が初となった。9月23日に開催された『ROCK IN JAPAN FESTIVAL 2024 in HITACHINAKA』では結城賢吾、オオノリュータロー、SAK.、佐々木詩織の4人で構成されるコーラスチームを迎えて披露された。その後、10月4日に放送のNHK総合『あさイチ』で「恥ずかしいか青春は」とともに生演奏され、同月8日に放送のNHK総合『うたコン』や12日に放送のNHK総合『Venue101 EXTRA』でも披露された。11月4日にNHK Eテレで生放送された『スゴEフェス2024』では、府中市立府中第四中学校の合唱部と共演したスペシャルバージョンで披露された。その後、12月5日に放送のNHK総合『SONGS』でも披露された。
12月18日公開の『THE FIRST TAKE』第501回に登場し、コーラス隊を迎えてゴスペル風にアレンジした本作を披露した。『THE FIRST TAKE』での披露に際して、メンバーは以下のコメントを残した。
今回はコーラス隊を加えて披露させていただいたんですけど、
人間、いきものの声、生の声が増えたことによって
この曲の生々しさというか、魅力みたいなものをより引き出してもらったなと、
そのように思いました。
12月31日に放送された『第75回NHK紅白歌合戦』では、『第91回NHK全国学校音楽コンクール』中学の部で金賞を受賞した北上市内中学校6校合同チームとともに本作を披露した。

## 評価
音楽ライターの長瀬昇は、本作の歌詞が成長という変化から逃れたいと願う子供の視点から始まり、サビで成長を経験したあとの大人＝現在の長屋から発するメッセージに転換することに触れ、恐れることなど何もないと、その生は祝福されて然るべきものだと、堂々と告げるのだ。また、サビを繰り返す度に「現在の長屋」が放つビブラートの利いたファルセットが迫力を増してゆき、成長を果たすことの貴さや喜びが音楽的にも表現されていると評した。
音楽ライターの高橋智樹は、《僕らはいきものだから／変わってゆく　心も身体も》というフレーズを通して、長屋の歌は10代ならではの「変化を恐れる気持ち」に寄り添うのみならず、《さよならだって繰り返す／変わりゆく僕らが美しいのです》と聴く者すべての人生を祝福するかのように響く。4人の音楽の訴求力と包容力を改めて克明に伝える名曲だと評した。

## クレジット
※出典
- 長屋晴子 – Vocal, Chorus
- 小林壱誓 – Guitars, Chorus
- peppe – Piano, Keyboards, Chorus
- 穴見真吾 – Bass, Chorus
- LASTorder – Programming
- 比田井修 – Drums
- 吉田宇宙ストリングス – Strings
- 湯本淳希 – Trumpet
- Tocchi – Trombone
- 寺地美穂 – Sax
- 若山健太 – Oboe
- 橋本和也 – Flute
- 亜美 – Chorus
- 佐々木詩織 – Chorus
- 早川咲 – Chorus
- 青輝波美賀 – Chorus
- オオノリュータロー – Chorus
- 結城賢吾 – Chorus
- 村上宣之 – Recording & Mixing

## チャート成績
| チャート (2024年)                      | 最高位 |
| -------------------------------------- | ------ |
| Japan Download Songs (Billboard JAPAN) | 35     |
| 日本 (オリコンデジタルシングル)        | 30     |